# Conrado Traverso
Conrado Timoteo Traverso (Buenos Aires, 21 de mayo de 1892-ibídem, 9 de mayo de 1963) fue un diplomático argentino. Se desempeñó como cónsul general en Nueva York, ministro plenipotenciario en Dinamarca y como embajador en México, la Santa Sede y Venezuela.

## Biografía
Se graduó de abogado en la Facultad de Derecho y Ciencias Sociales de la Universidad de Buenos Aires en 1921.
Se unió al servicio exterior argentino en 1923, cumpliendo funciones en Estados Unidos hasta 1928 como secretario de embajada, siendo luego secretario primero de embajada en el Reino Unido (1928-1931) y ministro consejero en Estados Unidos de 1931 a 1932. Fue cónsul general en Nueva York desde 1932 hasta 1945. En noviembre de 1945 encabezó la delegación argentina en la Conferencia Internacional de Ministros de Educación realizada en Londres, donde se creó la Unesco.
En 1945 el presidente de facto Edelmiro Julián Farrell lo designó ministro plenipotenciario en Dinamarca, y a los pocos meses fue nombrado embajador en México.
El presidente Juan Domingo Perón lo nombró embajador ante la Santa Sede en noviembre de 1946, presentando sus cartas credenciales ante el papa Pío XII el 12 de enero de 1947. Ocupó el cargo por pocos meses, renunciando en abril del mismo año. Tras ello, fue apartado del servicio exterior hasta 1957.
En febrero de 1958 fue nombrado embajador en Venezuela por el presidente de facto Pedro Eugenio Aramburu, desempeñando el cargo hasta junio del mismo año. En 1959 volvió a ser apartado del servicio exterior, motivando un pedido de amparo para restituirle el estatus de diplomático.
Falleció en mayo de 1963.